# تیراندازان

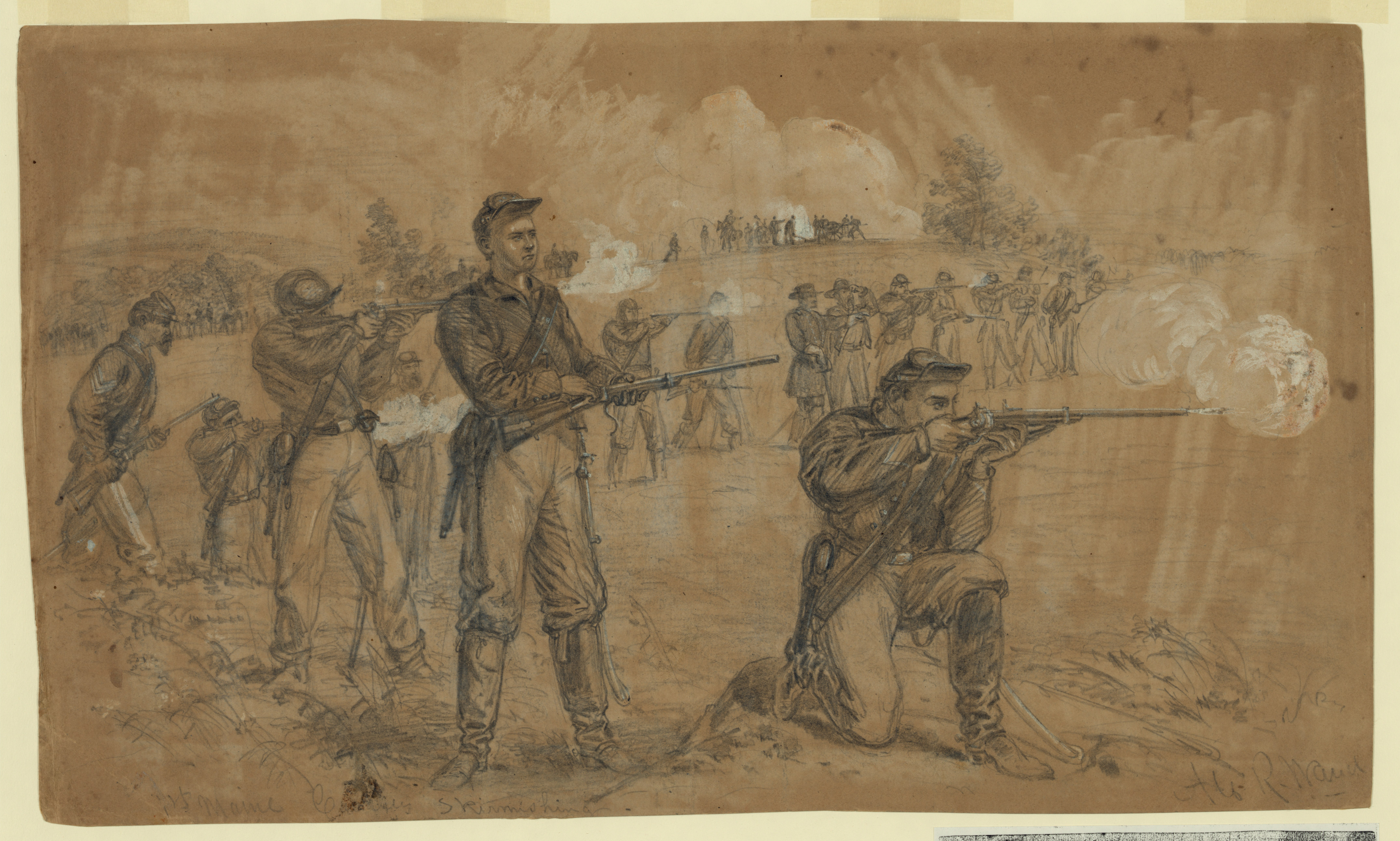
نمایی از تیراندازان در یک ستون در حال دفاع.

قوای تیرانداز سربازان پیاده‌نظام سبک یا سواره نظام سبک هستند که معمولاً به عنوان قوای پیشتاز، گارد کناری یا عقبه سپاه در میادین رزم مستقر می‌شوند تا موقعیت تاکتیکی یا بدنه بزرگتری از قوای همرزم را از پیشروی‌های دشمن محافظت کنند. آنها معمولاً در یک خط زد و خورد از راه دور مستقر می‌شوند، یک ستون آتش نامنظم که در جایگیری و وسعت بسیار پراکنده تر از خطوط سنتی است. هدف آنها آزار و اذیت دشمن تنها با درگیر کردن آنها در نبردهای سبک یا پراکنده‌است تا حرکت آنها را به تأخیر بیندازند، حمله آنها را مختل کرده یا روحیه آنها را تضعیف کنند. چنین تاکتیک‌هایی در مجموع تیراندازی (زدو خورد از راه دور) نامیده می‌شوند.
نبردی که فقط با قوای سبک و نسبتاً غیرقطعی انجام می‌شود، اغلب نبرد دورادور (اسکیرمیش) نامیده می‌شود، حتی اگر گاهی اوقات نیروهای سنگین تر نیز درگیر شوند.
تیراندازان می‌توانند یگان‌های ارتش معمولی باشند که به‌طور موقت برای انجام درگیری دورادور از سایر گردان‌ها جدا شده‌اند یا واحدهای تخصصی که به‌طور خاص برای چنین تاکتیک‌های جنگی نامنظم سطح پایینی مسلح شده و آموزش دیده‌اند. پیاده‌نظام سبک، سواره نظام سبک و واحدهای نامنظم اغلب در درگیری‌های اینچنین تخصص دارند. آرایش باز و گسترده و تعداد کمتر تیراندازان می‌تواند به آنها سرعت تحرک بیشتری نسبت به نیروهای معمولی بدهد و به آنها اجازه می‌دهد فقط با شرایط مطلوب درگیر شوند، از موقعیت یا زمین بهتر استفاده کنند و به سرعت از هر گونه تهدید نیروهای برتر دشمن عقب‌نشینی کنند.
این نوع جنگجویان اگرچه اغلب برای محافظت از ارتش اصلی در برابر پیشروی‌های ناگهانی دشمن حیاتی است، اما در درگیری‌های تن به تن، در پیشروی یا دفاع از زمین در برابر پیاده‌نظام یا سواره نظام سنگین ضعیف هستند. در دوران مدرن، به دنبال منسوخ شدن گردان‌های پیاده‌نظام سنگین، گردان‌های پیاده‌نظام از گردان‌های تیرانداز قابل تشخیص نیستند و این اصطلاح عملاً معنای نظامی اصلی خود را به عنوان یک طبقه متمایز از سربازان از دست داده‌است، اگرچه درگیری تن به تن به عنوان یک نقش رزمی امری عادی است.